# Mughal-e-Azam
Mughal-e-Azam (urdu: مغلِ اعظم, hindi: मुग़ल-ए आज़म, in. „The Great Mughal”; „The Emperor of the Mughals”) to wielki bollywoodzki epos historyczny i dramat miłosny z epoki Wielkich Mogołów zrealizowany w 1960 roku. W rolach głównej Dilip Kumar i Madhubala – sławni aktorzy klasycznego kina indyjskiego. Film produkowano dziewięć lat.
W 1960 film stał się oficjalnym indyjskim kandydatem do rywalizacji o 33. rozdanie Oscara w kategorii filmu nieanglojęzycznego.
Do 1975 roku tj. do emisji filmu Sholay – najbardziej popularny film w Indiach..
Najsławniejsza scena tańca niewolnicy przed cesarzem rozgrywa się w Sheesh Mahal (Pałacu Luster) w Forcie Amber w Dżajpurze. Widzimy w niej tańczącą Madhubalę, a słyszymy śpiew Lata Mangeshkar: „Pyar Kiya to Darna Kya” („pokochałam, więc czego mam się obawiać?”). Film nakręcono jako czarno-biały. Ta scena była jedną z trzech w Technicolorze.
W 2004 roku po raz pierwszy wyemitowano kolorową wersję filmu, która też cieszy się sukcesem.
W 2005, Indiatimes Movies film zaliczono do 25 najbardziej godnych uwagi filmów Bollywoodu (Top 25 Must See Bollywood Films).

## Fabuła
XVI wiek. Wielki cesarz Mogołów Akbar (Prithiraj Kapoor) rządzi milionami ludzi. Godnie nosi imię Opiekuna Świata i pozwala się nazywać Cieniem Boga, ale w swoim sercu doświadcza głębokiej bezsilności. On władca całych Indii nie może mieć tego, co ma tylu jego poddanych. Pokornie parząc gołe stopy o rozgrzany piasek pustyni pielgrzymuje więc do pustelni, by tam wznosząc ręce ku górze wymodlić syna. I Bóg spełnia jego pragnienie. Z ojca muzułmanina i hinduskiej matki Jodhy rodzi się syn Salim. Długo oczekiwane dziecko łatwo rozpieścić, chronić je, zbyt mu dogadzać. Pragnąc wychować syna na twardego wojownika, przyszłego władcę imperium Akbar ku rozpaczy matki odsyła Salima na wojnę. Przez kilkanaście lat oddalony od domu Salim (Dilip Kumar) staje się mężnym wojownikiem. Jego powrót uszczęśliwia matkę. Wkrótce jednak inna kobieta stanie się w jego życiu najważniejsza. Doprowadzi to do konfrontacji wymodlonego syna z ojcem...

## Obsada
- Prithviraj Kapoor – Badshah Jalaluddin Mohammed Akbar (jako Prithviraj)
- Madhubala – Anarkali
- Durga Khote – Empress Jodha Bai
- Nigar Sultana – Bahar
- Ajit – Durjan Singh
- M. Kumar – rzeźbiarz Sangtaraash (jako Kumar)
- Murad – Raja Mann Singh
- Jilloo Maa – matka Anarkali (jako Jillo Bai)
- Sheela Delaya – Suraiya, siostra Anarkali
- Jalal Agha – młody Prince Saleem
- Dilip Kumar – Shehzada Nooruddin Mohammad Saleem

## Muzyka i piosenki
Twórca muzyki jest Naushad. Film zawiera piosenki:
- Pyar Kiya To Darna Kya
- Bekas Pe Karam Keejeye
- Khuda Nigehbaan
- Mohabbat Ki Jhooti
- Mohe Panghat Pe
- Teri Mehfil Mein
- Prem Jogan Ban Ke
- Jab Raat Hai Aisi Matwali